# Burmeister & Wain
Burmeister & Wain è stata un'industria danese attiva nel settore cantieristico e nella costruzione di motori diesel le cui origini risalgono al 1846.

## Storia
L'azienda venne fondata da Hans Heinrich Baumgarten che nel 1843 aveva impiantato a Copenaghen un'officina meccanica. Hans Heinrich Baumgarten era originario della città di Halstenbek vicino Pinneberg, nello Schleswig-Holstein, una zona attualmente della Germania, che allora faceva parte della Danimarca. Nel 1846 Carl Christian Burmeister divenne socio di Baumgarten e l'azienda assunse la denominazione B&B. Carl Christian Burmeister aveva studiato al Politecnico di Copenaghen, l'attuale Università Tecnica della Danimarca, dove era stato premiato con una borsa diventando in seguito seguito assistente di Hans Christian Ørsted, che era direttore oltre che fondatore dell'istituto. I due soci allargarono la propria attività impiantando nel 1847 una fonderia che nel 1848 consegnò i primi motori a vapore.
In seguito al ritiro nel 1861 di Baumgarten nel 1865 subentrò come socio l'inglese William Wain e l'azienda nel 1872 assunse la denominazione A/S B&W (Burmeister & Wain Aktieselskabet), una società a responsabilità limitata e nello stesso anno l'attività venne ampliata alla cantieristica. Baumgarten, come primo fondatore divenne direttore del consiglio di amministrazione di quella che nel 1880 sarebbe diventata "Burmeister & Wain Maskin-og Skibsbyggeri (Burmeister & Wain motori e cantieri).
Nel 1898 l'azienda ottenne da Rudolf Diesel la licenza esclusiva di costruzione di motori diesel in Danimarca. Tra il 1911 e il 1912 i cantieri Burmeister & Wain realizzarono la prima motonave a propulsione diesel, la Selandia che effettuò il suo viaggio inaugurale da Copenaghen a Bangkok equipaggiata da due motori diesel che fornivano 2500 CV di potenza totale.
Tra il 1920 e 1921 a Teglholmen venne impiantata una grande fonderia che consentì all'azienda grande capacità di crescita negli anni successivi. Nel 1930 l'azienda realizzò il primo motore diesel a due tempi.
L'azienda prosegui la sua crescita per tutto il periodo della Seconda Guerra Mondiale e negli anni immediatamente successivi al conflitto. Nel 1952 l'azienda realizzò Il primo motore diesel a due tempi turbocompresso.
Il processo di crescita aziendale proseguì fino alla fine degli anni sessanta, ma negli anni settanta l'azienda dovette pagare pedaggio alla concorrenza mondiale, soprattutto dall'Estremo Oriente.
Nel 1971 la cantieristica venne separata dall'attività di costruzione di motori diesel che nel 1980 venne ceduta a MAN Diesel una divisione di MAN SE dando vita a MAN B & W Diesel AG.